# Кахтан Мухаммед аш-Шаабі
Кахтан Мухаммед аш-Шаабі (араб. قحطان محمد الشعبي; 1923 — 7 липня 1981) — єменський політичний діяч, перший президент Південного Ємену.

## Життєпис
Походив з бідної родини, освіту здобував у Судані. Як фахівець у сільському господарстві займав високі пости у султанатах Південної Аравії, але наприкінці 1950-их років став прибічником боротьби за цілковите національне визволення Південного Ємену. Йому довелось виїхати до Каїра, а потім зайняти пост радника президента у Північному Ємені. 1963 року став одним із засновників і генеральним секретарем Національного визвольного фронту Південного Ємену. Збройна боротьба за незалежність країни завершилась перемогою Фронту 1967 року, а аш-Шаабі став першим президентом Народної Республіки Південного Ємену. У червні 1969 року був усунутий від усіх посад та поміщений під домашній арешт. Решту життя лідер боротьби за незалежність був ізольований у простому дерев'яному будинку й помер 1981 року.